# LR Airlines
LR Airlines (eigentlich LR Airlines s.r.o.) ist eine tschechische Fluggesellschaft mit Sitz und Basis auf den Flughafen Ostrava.

## Geschichte
Im Sommer 2021 bietet LR Airlines Wet-Lease-Dienste auf innerkroatischen Routen für Trade Air an.

## Flotte
Mit Stand Juli 2021 besteht die Flotte der LR Airlines aus drei Flugzeugen:
| Flugzeugtyp                   | Anzahl | bestellt | Anmerkungen | Sitzplätze |
| ----------------------------- | ------ | -------- | ----------- | ---------- |
| Cirrus SR22                   | 1      |          |             | 4          |
| Hawker Beechcraft 390 Premier | 1      |          |             | 6          |
| Let L-410                     | 1      |          |             | 19         |
| Gesamt                        | 3      |          |             |            |